# ميركو أليكسيتش
ميركو أليكسيتش هو لاعب كرة قدم صربي في مركز الوسط، ولد في 26 سبتمبر 1977 في نوفي ساد في صربيا. لعب مع نادي أوبليتش ونادي بروليتر نوفي ساد ونادي فويفودينا.

## وصلات خارجية
- ميركو أليكسيتش على موقع قاعدة بيانات كرة القدم.إي يو (الإنجليزية)
- ميركو أليكسيتش على موقع عالم كرة القدم.نت (الإنجليزية)